# Teritouchmès
Teritouchmès (tué en 410 av. J.-C.) est un satrape d'Arménie en 428 av. J.C. dont la fin tragique est connue par le biais de  Ctésias dans son Histoire de Perse ou Persica.

## Origine  et famille
Fils d’Hydarnès III, satrape d'Arménie, Téritouchmès avait épousé en 428 av. J.-C. Amestris, une fille du roi Darius II. Arsacès, fils de ce  même roi, qui dans la suite régna sous le nom d'Artaxerxès II, épousa à son tour Stateira, une fille d’Hydarnès III.

## Satrape
Darius II donne en 428 av. J.-C. à Teritouchmès le gouvernement de l'Arménie qui avait été exercé par son père.
Téritouchmès avait du côté de son père une sœur, nommée Roxane, d’une grande beauté, qui excellait à tirer de l’arc et à lancer le javelot. Épris de ses charmes, il avait conçu pour elle une grande passion et, prenant sa nouvelle épouse Amestris en aversion, il résolut de l’enfermer dans un sac et de la faire percer de traits par trois cents hommes, avec lesquels il songeait à se révolter.
Un certain Oudiastès, qui avait un grand crédit auprès de Téritouchmès, ayant reçu des lettres du roi Darius II, par lesquelles ce prince lui promettait de grandes récompenses s’il pouvait réussir à sauver sa fille, attaqua le rebelle, le vainquit et le tua. Cette victoire coûta cher car Téritouchmès se défendit courageusement contre ceux qui l’attaquaient, et l’on dit même qu’il en tua jusqu’à trente-sept de sa main.
Mitradatès, fils d’Oudiastès, un capitaine de Téritouchmès, ne s’était pas trouvé présent lors de cette action. Quand il l’eut apprise, il fit mille imprécations contre son père, et s’étant emparé de la ville par ailleurs inconnue de Zaris, il la garda pour la remettre à Satibarzanès, un fils de Téritouchmès.
Pendant ce temps, Parysatis, sœur-épouse de Darius II et mère d'Ametris, faisait enterrer vive la mère de Téritouchmès, ses deux frères Métrostès et Hélicos ainsi que  deux de ses  sœurs. Quant à Roxane, elle ordonna qu'elle soit découpée en morceaux, et cet ordre barbare fut exécuté (en 410 av. J.-C.).
Le roi Darius II ordonna ensuite à Parysatis de faire subir le même supplice à Stateira, femme de son fils Arsacès. Mais ce dernier, se frappant la poitrine et poussant d’affreux gémissements, fléchit la colère de son père et de sa mère. La vengeance de Parysatis étant satisfaite, Darius II accorda la vie sauve à Stateira, mais en même temps il dit à Parysatis qu’elle aurait sans doute un jour à s’en repentir.
La satrapie d'Arménie fut ensuite accordée par le roi Artaxerxès II à son gendre Orontès Ier, époux de Rhodogune, l'une de filles qu'il avait eues de Stateira.